# 제주시·북제주군 갑
제주시·북제주군 갑은 대한민국의 옛 국회의원 선거구이다. 당시 제주도 제주시의 일부 지역을 관할했다.

## 역사
제17대 국회의원 선거를 앞두고 실시된 선거구 개편 과정에서 제주시 삼양동이 북제주군 전 지역과 하나의 선거구를 이루게 되면서 제주시·북제주군 을 선거구를 형성하게 되었다. 이에 삼양동을 제외한 나머지 제주시 지역은 제주시·북제주군 갑 선거구를 형성하게 되었다.
2006년 7월 1일을 기해 제주특별자치도가 출범했으며 제주시와 북제주군은 통합되어 통합 제주시가 출범했다. 이에 제18대 국회의원 선거를 앞두고 관할 구역이 제주시 갑 선거구와 제주시 을 선거구로 나누어지면서 폐지되었다.

## 역대 국회의원
| 선거   | 정당 | 정당       | 의원   |
| ------ | ---- | ---------- | ------ |
| 2004년 |      | 열린우리당 | 강창일 |

## 역대 선거 결과

### 대한민국 제17대 국회의원 선거
|  | 48.19% |

|  | 43.76% |

|  | 6.86% |

|  | 1.17% |